# Joseph D. Lichtenberg
Joseph D. Lichtenberg (* 29. August 1925 in Baltimore, Maryland; † 19. Mai 2021) war ein US-amerikanischer Psychiater, Psychoanalytiker und Selbstpsychologe. Er integrierte unter anderen Forschern die Säuglings- und Kleinkindforschung in die Psychoanalyse und stellte die Theorie der motivationalen Systeme auf, welche die dualistische Triebtheorie Sigmund Freuds ersetzen soll. 
Er arbeitete in freier Praxis in Maryland und war Fakultätsmitglied und Lehrbeauftragter des Washington Psychoanalytic Institute sowie Redaktionsleiter von Psychoanalytic Inquiry, für die er bis Anfang 2021 aktiv tätig war.

## Deutsche Veröffentlichungen
- Psychoanalyse und Säuglingsforschung. Springer, Berlin/Heidelberg 1991, ISBN 978-3-642-93463-6.
- Joseph D. Lichtenberg, Frank M. Lachmann, James L. Fosshage: Das Selbst und die motivationalen Systeme. Zu einer Theorie psychoanalytischer Technik. Brandes & Apsel, Frankfurt a. M. 2000.
- Zehn Prinzipien psychoanalytischer Behandlungstechnik. Konzepte der Selbst- und Entwicklungspsychologie in der Praxis. Klett-Cotta, Stuttgart 2000, ISBN 978-3-608-89689-3.
- Kunst und Technik psychoanalytischer Therapien. Brandes & Apsel, Frankfurt a. M. 2007.
- Frank M. Lachmann, Joseph D. Lichtenberg, Karin Pinter: Veränderungsprozesse in Psychotherapie und Psychoanalyse: Der Einfluss implizierter und explizierter Kommunikation. Brandes & Apsel, Frankfurt a. M. 2005.